# Taphrina purpurascens
Taphrina purpurascens är en svampart som beskrevs av B.L. Rob. 1887. Taphrina purpurascens ingår i släktet Taphrina och familjen häxkvastsvampar.   Inga underarter finns listade i Catalogue of Life.